# Campionati mondiali di sci di velocità 2024
I Campionati mondiali di sci di velocità 2024, sono stati la tredicesima edizione della manifestazione organizzata dalla Federazione Internazionale Sci e si sono tenuti dal 16 al 24 marzo 2024 a Vars, in Francia, sulla pista Chabrières.
La discesa finale sarebbe dovuta coincidere con il tentativo di record, ma a causa del forte vento si sono disputate solo 7 discese e le medaglie sono state assegnate in base alla classifica della semifinale del 22 marzo 2024. Per i master S1 si sono aggiuticati il titolo il francese Simon Billy, al suo terzo successo, e l'italiana Valentina Greggio, al suo quarto successo. Il valdostano Simone Origone aveva fatto registrare la velocità più alta pari a 232,21 km/h ma per un problema ai materiali è stato squalificato, consegnando la vittoria al francese.

## Risultati

### S1 uomini
| Posizione | Pettorale | Nome                 | Nazionalità   | Velocità [km/h] | Differenza [km/h] |
| --------- | --------- | -------------------- | ------------- | --------------- | ----------------- |
| 1         | 17        | Simon Billy          | Francia       | 231.43          | 0.00              |
| 2         | 16        | Radim Palan          | Rep. Ceca     | 230.57          | 0.86              |
| 3         | 46        | Manuel Kramer        | Austria       | 229.28          | 2.15              |
| 4         | 44        | Klaus Schrottshammer | Austria       | 228.44          | 2.99              |
| 5         | 19        | Tawny Wagstaff       | Nuova Zelanda | 227.80          | 3.63              |
| 6         | 12        | Bastien Montes       | Francia       | 227.58          | 3.85              |
| 7         | 49        | Rok Perko            | Slovenia      | 226.10          | 5.33              |
| 8         | 24        | Olof Abrahamsson     | Svezia        | 225.98          | 5.45              |
| 9         | 18        | Marc Amann           | Germania      | 224.87          | 6.56              |
| 10        | 26        | Michal Bekes         | Slovacchia    | 224.52          | 6.91              |
| 11        | 25        | Ricardo Adarraga     | Spagna        | 224.04          | 7.39              |
| 12        | 15        | Jukka Viitasaari     | Finlandia     | 224.00          | 7.43              |
| 13        | 21        | Philippe May         | Svizzera      | 223.63          | 7.80              |
| 14        | 22        | Carl Ribbegårdh      | Svezia        | 223.56          | 7.87              |
| 15        | 14        | Ugo Portal           | Francia       | 222.79          | 8.64              |
| 16        | 35        | Daniel Schoell       | Germania      | 221.53          | 9.90              |
| 17        | 30        | Tom Martinez         | Francia       | 218.87          | 12.56             |
| 18        | 23        | Tomoyuki Yatsunami   | Giappone      | 217.66          | 13.77             |
| 19        | 27        | Hugo Viale           | Francia       | 217.37          | 14.06             |
| 20        | 32        | Mats Abrahamsson     | Svezia        | 215.54          | 15.89             |
| 21        | 47        | Valtteri Karhunen    | Finlandia     | 215.24          | 16.19             |
| 22        | 39        | Kari Karhunen        | Finlandia     | 211.66          | 19.77             |
| 23        | 36        | Mathieu Sage         | Francia       | 209.70          | 21.73             |
|           | 20        | Simone Origone       | Italia        | DSQ             |                   |

### S1 donne
| Posizione | Pettorale | Nome                    | Nazionalità | Velocità [km/h] | Differenza [km/h] |
| --------- | --------- | ----------------------- | ----------- | --------------- | ----------------- |
| 1         | 7         | Valentina Greggio       | Italia      | 226.42          | 0                 |
| 2         | 1         | Clea Martinez           | Francia     | 222.23          | -4.19             |
| 3         | 2         | Mathilda Persson        | Svezia      | 217.49          | -8.93             |
| 4         | 3         | Agnes Abrahamsson       | Svezia      | 216.13          | -10.29            |
| 5         | 8         | Marta Visa Carol        | Spagna      | 214.61          | -11.81            |
| 6         | 6         | Cornelia Thun Sandsrtom | Svezia      | 213.32          | -13.1             |
| 7         | 9         | Seraina Murk            | Svizzera    | 211.42          | -15               |
| 8         | 5         | Maelle Loridon          | Francia     | 207.72          | -18.7             |
| 9         | 10        | Sylvie Hudeckova        | Rep. Ceca   | 188.49          | -37.93            |
| 10        | 4         | Josefiia Hiekkila       | Finlandia   | 185.51          | -40.91            |